# Перера, Надиика
Надиика Саманмали Перера (англ. Nadeeka Samanmali Perera, синг. නදීකා සමන්මලී පෙරෙරා; род. 1983, Коломбо, Шри-Ланка) — ланкийская модель. По национальности — сингалка. Она участвовала в Мисс Мира 2005 и была коронована как «лучшая международная девушка-модель — 2007» на церемонии в Испании.

## Ранние годы
Надиика училась в Центральном колледже — Дехивала и женской школе святого Иосифа. Она хотела стать моделью с 16 лет. При росте 177 см Надиика является самой высокой девушкой-моделью в Шри-Ланке.

## Карьера
Она успешно окончила обучение по профессии модельер и в настоящее время продолжает своё образование в этой сфере. После окончания обучения надеется создать свой бутик и продавать одежду собственного дизайна. Она любит танцы, волейбол, вышивку, проектировании и изготовлении бижутерии, смотреть телепрограммы о путешествиях и туризме.
Целью своей жизни считает поддержку всех молодых женщин, чтобы они могли поверить в себя и преодолеть все препятствия, которые мешают им воплощать свои мечты.
Перера представляла Шри-Ланку на конкурсе в Аликанте в Испании в 2007 году и в первый раз девушки из Шри-Ланки заняла первое место в этой категории. У неё есть ещё 4 менее известных титула Мисс Фотогеничность, Мисс Гламур, Лучший национальный костюм и Мисс Подиум.
Её титул «Лучший национальный костюм» был получен за уникальный дизайн, так как она была одета в традиционный костюм «Гара Яка».